# Surrogazione
La surrogazione, nell'ordinamento italiano, è il subingresso di un terzo che si sostituisce nei diritti del creditore verso un debitore, per effetto del pagamento del debito da parte del terzo stesso. È uno degli istituti che dà vita alle modificazioni soggettive del rapporto obbligatorio nel lato attivo.

## Tipologie
Il pagamento con surrogazione è disciplinato dal codice civile italiano agli artt. 1201-1205. Il codice prevede tre distinte figure di surrogazione:
- Surrogazione per volontà del creditore: si ha quando il creditore, ricevendo il pagamento da parte del terzo, dichiara espressamente e contestualmente di surrogarlo nei propri diritti (art. 1201 c.c.);[1]
- Surrogazione per volontà del debitore, il quale prende a mutuo una somma di denaro da un terzo al fine di adempiere il proprio debito e surroga il mutuante nei diritti spettanti al creditore, anche senza il consenso di questi (art. 1202 c.c.);[2]
- Surrogazione legale, è la surrogazione che ha la sua fonte nella legge ed è prevista in alcune ipotesi tassative (art. 1203 c.c.).

### Surrogazione per volontà del creditore
La surrogazione per volontà del creditore è disciplinata dall'art. 1201 del codice civile secondo cui: Il creditore, ricevendo il pagamento da un terzo, può surrogarlo nei propri diritti. La surrogazione deve essere fatta in modo espresso e contemporaneamente al pagamento.
La legge prevede dunque la volontà espressa del creditore che ricevendo l'adempimento da parte del terzo dichiari di volerlo far subentrare nei suoi diritti verso il debitore. Tale dichiarazione deve inoltre essere effettuata contestualmente al pagamento da parte del terzo, giacché una dichiarazione effettuata successivamente avrebbe per oggetto un rapporto già estinto e il terzo potrebbe agire solo con l'azione di indebito arricchimento nei confronti del debitore. La surrogazione per volontà del creditore è indipendente dalla volontà del debitore, e può avvenire anche contro di essa. Il terzo può rifiutare di essere surrogato.

### Surrogazione per volontà del debitore
La surrogazione per volontà del debitore è disciplinata dall'art. 1202 del codice civile secondo cui: "Il debitore, che prende a mutuo una somma di denaro o altra cosa fungibile al fine di pagare il debito, può surrogare il mutuante nei diritti del creditore, anche senza il consenso di questo".
Lo stesso articolo 1202 richiede i seguenti requisiti per questo tipo di surrogazione:
- che il mutuo e la quietanza risultino da atto avente data certa;
- che nell'atto di mutuo sia indicata espressamente la destinazione della somma mutuata;
- che nella quietanza si menzioni la dichiarazione del debitore circa la provenienza della somma impiegata nel pagamento. Sulla richiesta del debitore, il creditore non può rifiutarsi di inserire nella quietanza tale dichiarazione.[1]

Con riferimento ai mutui bancari, la surrogazione realizza la cosiddetta portabilità del mutuo, ossia permette al debitore di sostituire la banca che ha erogato inizialmente il mutuo con una nuova banca, che ad esempio propone condizioni migliori, mantenendo viva l'ipoteca originariamente costituita. Nel caso in cui si decida di trasferire il mutuo ad altro intermediario non è quindi più necessaria la cancellazione della vecchia garanzia e l'attivazione di una nuova, con riduzione di formalità e soprattutto di costi notarili. La banca che subentra provvederà a pagare il debito che residua e si sostituirà a quella precedente. Il debitore rimborserà il mutuo alle nuove condizioni concordate. Le recenti disposizioni normative rendono il ricorso a tale facoltà più agevole. È infatti prevista la nullità delle clausole contrattuali che ne impediscono ovvero ne rendono oneroso l'esercizio per il cliente.
Per verificare le opportunità di surroga del mutuo si deve confrontare il vecchio contratto di mutuo con le caratteristiche della nuova proposta. La verifica si esegue richiedendo un preventivo per questa operazione a più Istituti di Credito o utilizzando servizi di comparazione sul web.

### Surrogazione legale
La surrogazione legale è prevista dall'art. 1203 che elenca alcune ipotesi in cui un terzo subentra nei diritti del creditore per volontà della legge:
- Il caso in cui un soggetto, essendo creditore, ancorché chirografario, paga un altro creditore che ha diritto di essergli preferito in ragione dei suoi privilegi, del suo pegno o delle sue ipoteche;
- Il caso dell'acquirente di un immobile che, fino alla concorrenza del prezzo di acquisto, paga uno o più creditori a favore dei quali l'immobile è ipotecato;
- Il caso di colui che, essendo tenuto con altri o per altri al pagamento del debito, aveva interesse di soddisfarlo (ad esempio il pagamento effettuato dal fideiussore);
- Il caso dell'erede con beneficio d'inventario, che paga con danaro proprio i debiti ereditari;[2]
- Negli altri casi stabiliti dalla legge e precisamente:
  - in favore del legatario che paghi i debiti ereditari (art. 756 c.c.);
  - in favore del creditore di una prestazione divenuta impossibile, nei diritti spettanti al debitore in dipendenza del fatto che ha dato luogo all'impossibilità (art. 1259 c.c.);
  - in favore del mediatore che non abbia manifestato il nome del contraente e abbia eseguito la prestazione, verso il contraente occulto (art. 1762 c.c.)
  - in favore del depositante, qualora l'erede del depositario abbia alienato in buona fede la cosa (art. 1776 c.c.);
  - in favore del fidejussore nei diritti del creditore (art. 1949 c.c.);
  - in favore di colui che paghi un debito altrui credendosi debitore in base a un errore scusabile (art. 2036 c.c.);
  - in favore del creditore ipotecario perdente rispetto a un altro creditore di grado potiore che abbia ipoteca su altri beni del debitore escusso (art. 2856 c.c.)

Il surrogato può esercitare tutti i diritti e le azioni che spettavano al creditore originario nei contronti del debitore, e può valersi di tutte le garanzie che assistevano il credito. Da notare che in caso di ipoteca il surrogato ha l'onere di far annotare ex art. 2843 la surrogazione allo scopo di renderla opponibile ai terzi.